# 日本のチョウ
日本のチョウは、日本に生息するチョウ及び記録されたことのあるチョウの一覧。チョウは世界に7科約18800種が知られ、日本からは320種余りが記録されている。このうち日本に生息するチョウは、昔からの在来種に、近年定着したと判断される偶産種や外来種を加えると、5科約250種である。内訳は、在来種が231種、偶産種から定着した種が12種、定着した外来種が3種である。ただし、過去には南西諸島の島々に10年以上連続して発生し定着したと思われた種が、なぜか消滅してしまったという例もあり、定着したと判断することはしばしば困難である。また、他の生物群同様、研究者の見解の違いにより種数が異なることもある。なお日本の固有種は18種あり、生息する種(外来種は除く)のうち固有種の占める割合は約7%となる。
凡例：偶産種とは、自然に移入してきたもの（いわゆる迷チョウ）で日本に定着していないとされる種とする。最近の趨勢に従って、外来種とは人為的な移入種のことのみとする。偶産種および外来種のうち、その後定着したと思われるものには（定着）と付記した。【内希】は、国内希少野生動植物種指定種

## アゲハチョウ上科 Papilionoidea

### アゲハチョウ科 Papilionidae

#### ウスバシロチョウ亜科 Parnassiinae
- ギフチョウ,Luehdorfia japonica
- ヒメギフチョウ,Luehdorfia puziloi yessoensis,北海道産亜種

Luehdorfia puziloi inexpecta,本州産亜種
- ホソオチョウ,Sericinus montela koreanus,朝鮮産亜種,【外来種（定着）】
- ウスバシロチョウ,Parnassius (Tadumia) glacialis

- ヒメウスバシロチョウ,Parnassius (Tadumia) hoenei

- ウスバキチョウ,Parnassius (Tadumia) eversmanni daisetsuzana,日本産亜種

#### アゲハチョウ亜科 Papilioninae
- アオスジアゲハ,Graphium sarpedon nipponum,日本産亜種
- ミカドアゲハ,Graphium doson albidum,日本産亜種

Graphium doson perillus,八重山産亜種
- コモンタイマイ,Graphium agamemnon,【偶産種】
- タイワンタイマイ,Graphium cloanthus,【偶産種】
- モクセイアゲハ,Graphium mullah,【外来種】
- ベニモンアゲハ,Pachliopta aristolochiae interpositus,台湾産亜種,【偶産種(定着)】
- ジャコウアゲハ,Atrophaneura alcinous alcinous,日本産亜種

Atrophaneura alcinous yakushimana,屋久島産亜種
Atrophaneura alcinous loochoona,沖縄産亜種
Atrophaneura alcinous miyakoensis,宮古島産亜種
- キシタアゲハ,Troides aeacus,【偶産種】
- カバシタアゲハ,Chilasa agestor,【偶産種】
- オナシアゲハ,Princeps demoleus libanius,台湾産亜種,【偶産種】
- キアゲハ,Papilio (Papilio) machaon hippocrates,日本産亜種
- ナミアゲハ,Papilio (Papilio) xuthus xuthus,中国産亜種
- カラスアゲハ,Papilio (Achilides) dehaanii dehaanii,日本産亜種

Papilio (Achilides) dehaanii tokaraensis,トカラ産亜種
- オキナワカラスアゲハ,Papilio (Achilides) ryukyuensis amamiensis,奄美産亜種

Papilio (Achilides) ryukyuensis ryukyuensis,沖縄産亜種
- ヤエヤマカラスアゲハ,Papilio (Achilides) bianor okinawensis,八重山産亜種
- ミヤマカラスアゲハ,Papilio (Achilides) maackii
- オオルリモンアゲハ,Papilio (Achilides) paris,【偶産種】
- モンキアゲハ,Papilio (Menelaides) helenus nocconicolens,日本産亜種
- オナガアゲハ,Papilio (Menelaides) macilentus
- ナガサキアゲハ,Papilio (Menelaides) memnon thunbrgii,日本産亜種
- アカネアゲハ,Papilio (Menelaides) rumanzovia,【偶産種】
- シロオビアゲハ,Papilio (Menelaides) polytes polytes,日本産亜種
- オナシシロオビアゲハ,Papilio alphenor,【偶産種】
- ニセシロオビアゲハ,Papilio hipponous,【偶産種】
- オナシモンキアゲハ,Papilio castor,【偶産種】
- クロアゲハ,Papilio (Menelaides) protenor demetrius,日本産亜種

Papilio (Menelaides) protenor liukiuensis,八重山産亜種

### セセリチョウ科 Hesperiidae

#### アオバセセリ亜科 Coeliadinae
- キバネセセリ, Burara aquilina chrysaeglia, 日本産亜種
- オキナワビロウドセセリ, Hasora chromus chromus 名義タイプ亜種
- テツイロビロウドセセリ, Hasora badra badra, ジャワ産亜種
- アオバセセリ, Choaspes benjaminii japonica, 日本産亜種

Choaspes benjaminii formosana, 台湾産亜種
- タイワンアオバセセリ,Badamia exclamationis

#### チャマダラセセリ亜科 Pyrginae
- ヒメチャマダラセセリ,Pyrgus malvae unomasahiroi【内希】
- チャマダラセセリ,Pyrgus maculatus maculatus, 中国産亜種

Pyrgus maculatus shikokuensis,四国産亜種
- ミヤマセセリ,Erynnis montanus montanus, アムール産亜種
- ダイミョウセセリ, Tagiades tethys tethys, 日本産亜種
- コウトウシロシタセセリ,Tagiades trebellius martinus, フィリピン産亜種

#### アカセセリ亜科 Hesperiinae
- タカネキマダラセセリ,Carterocephalus palaemon satakei,北アルプス産亜種

Carterocephalus palaemon akaishianus,南アルプス産亜種【内希】
- カラフトタカネキマダラセセリ,Carterocephalus sylvicola isshikii,サハリン産亜種
- ギンイチモンジセセリ,Leptalina unicolor
- ホシチャバネセセリ,Aeromachus inachus inachus,アムール産亜種
- コチャバネセセリ,Praethoressa varia
- ホソバセセリ,Isoteinon lamprospilus
- クロセセリ,Notocrypta curvifascia curvifascia,中国産亜種
- オオシロモンセセリ,Udaspes folus
- バナナセセリ,Erionota torus,【外来種（定着）】
- クロホシセセリ,Suastus gremius gremius,インド産亜種,【偶産種(定着)】
- スジグロチャバネセセリ,Thymelicus leoninus
- ヘリグロチャバネセセリ,Thymelicus sylvaticus
- アカセセリ,Ochlodes florinda
- アサヒナキマダラセセリ,Ochlodes asahinai
- ヒメキマダラセセリ,Ochlodes ochracea rikuchina,日本産亜種
- コキマダラセセリ,Ochlodes venata herculea,日本産亜種
- キマダラセセリ,Potanthus flavum
- ネッタイアカセセリ,Telicota colon hayashikeii, 八重山産亜種
- ミヤマチャバネセセリ,Pelopidas japonis
- トガリチャバネセセリ,Pelopidas agna agna,インド産亜種
- チャバネセセリ,Pelopidas mathias oberthueri,中国産亜種
- オオチャバネセセリ,Zinaida pellucida pellucida,日本産亜種
- オガサワラセセリ,Parnara ogasawarensis【内希】
- ヒメイチモンジセセリ,Parnara bada bada,スリランカ産亜種
- イチモンジセセリ,Parnara guttata guttata,中国産亜種
- ユウレイセセリ,Borbo cinnara

### シロチョウ科 Pieridae

#### コバネシロチョウ亜科 Dismorphinae
- エゾヒメシロチョウ,Leptidea morsei morsei,日本産亜種
- ヒメシロチョウ,Leptidea amurensis

#### モンキチョウ亜科 Coliadinae
- ヤマキチョウ,Gonepteryx maxima
- スジボソヤマキチョウ,Gonepteryx aspasia niphonica,日本産亜種
- ミヤマモンキチョウ,Colias (Colias) palaeno aias,浅間山亜種

Colias (Colias) palaeno sugitanii,飛騨産亜種
- モンキチョウ,Colias (Colias) erate poliographus,日本産亜種
- フィールディモンキチョウ,Colias (Colias) fieidii,【偶産種】
- ウラナミシロチョウ,Catopsilia pyranthe
- ウスキシロチョウ,Catopsilia pomona,【偶産種(定着)】
- キタキチョウ,Eurema (Terias) mandarina
- キチョウ,Eurema (Terias) hecabe hecabe
- タイワンキチョウ,Eurema (Terias) blanda arsakia,台湾産亜種
- ツマグロキチョウ,Eurema (Nirmula) laeta betheseba,日本産亜種
- ホシボシキチョウ,Eurema (Maiva) brigitta,【偶産種】

#### シロチョウ亜科 Pierinae
- クモマツマキチョウ,Anthocharis cardamines issikii,北アルプス産亜種

Anthocharis cardamines hayashii,南アルプス産亜種
- ツマキチョウ,Anthocharis scolymus
- メスジロキチョウ,Ixias insignis,【偶産種】
- ツマベニチョウ,Hebomoia glaucippe liukiuensis,日本産亜種
- クロテンシロチョウ,Leptosia nina niobe,台湾産亜種,【偶産種(定着)】
- チョウセンシロチョウ,Pontia daplidice,【偶産種】
- ベニモンシロチョウ,Delias hyparete heirte,【偶産種】
- マダラシロチョウ（マネシシロチョウ）,Cepora timnatha,【偶産種】
- イワサキシロチョウ,Saletara pamda nathalia,フィリピン産亜種,【偶産種】
- ヤエヤマシロチョウ,Appias (Appias) olferna peducaea,フィリピン産亜種,【偶産種】
- クモガタシロチョウ,Appias indra,台湾産亜種,【偶産種】
- ナミエシロチョウ,Appias (Catophaga) paulina minato,八重山産亜種,【偶産種(定着)】
- ベニシロチョウ,（イシガキシロチョウ）Appias (Catophaga) nero domitia,フィリピン産亜種,【偶産種】
- カワカミシロチョウ,Appias (Catophaga) albina semperi,フィリピン産亜種,【偶産種】
- タイワンシロチョウ,Appias (Glutophrissa) lyncida formosana,台湾産亜種,【偶産種(定着)】
- モンシロチョウ,Artogeia rapae crucivora,日本産亜種
- タイワンモンシロチョウ,Artogeia canidia kaolicola,朝鮮産亜種

Artogeia canidia canidia,中国産亜種,【偶産種】
- オオモンシロチョウ,Artogeia brassicae,【偶産種(定着)】　
- エゾスジグロシロチョウ,Artogeia napi 
- スジグロシロチョウ,Artogeia melete melete,日本産亜種
- ヤマトスジグロシロチョウ,Artogeia japonica
- ミヤマシロチョウ,Aporia (Aporia) hippia japonica,日本産亜種
- エゾシロチョウ,Aporia (Aporia) crataegi adherbal,日本産亜種

### シジミチョウ科 Lycaenidae

#### アシナガシジミ亜科 Miletinae
- ゴイシシジミ,Taraka hamada

#### ウラギンシジミ亜科 Curetinae
- ウラギンシジミ,Curetis acuta paracuta,日本産亜種

#### ミドリシジミ亜科 Theclinae
- キマダラルリツバメ,Spindasis takanonis septentrionalis,東北産亜種

Spindasis takanonis ohkuranis,関東・中部産亜種
Spindasis takanonis takanonis,近畿・中国地方産亜種
- ルーミスシジミ,Panchala ganesa loomisi,日本産亜種
- ムラサキツバメ,Narathura bazalus turbata,日本産亜種
- ムラサキシジミ,Narathura japonica
- ラーマムラサキシジミ,Narathura rama,【偶産種】
- リンゴシジミ,Fixsenia pruni jezoensis,日本産亜種
- ミヤマカラスシジミ,Fixsenia mera
- ベニモンカラスシジミ,Fixsenia iyonis iyonis,四国産亜種

Fixsenia iyonis kibiensis,中国地方産亜種
Fixsenia iyonis surugaensis,中部地方産亜種
- カラスシジミ,Fixsenia w-album fenntoni,日本産亜種
- コツバメ,Callophrys ferrea
- トラフシジミ,Rapala (Hysudra) arata
- イワカワシジミ,Deudorix (Artipe) eryx okinawana,日本産亜種
- ムモンアカシジミ,Shirozua janasi
- ウラゴマダラシジミ,Artopoetes pryri
- ウラキンシジミ,Ussuriana stygiana
- チョウセンアカシジミ,Coreana raphaelis
- ウラナミアカシジミ,Japonica saepestriata
- キタアカシジミ,Japonica onoi onoi

Japonica onoi mizobei【内希】
- アカシジミ,Japonica lutea
- ミズイロオナガシジミ,Antigius attilia
- ウスイロオナガシジミ,Antigius butleri
- オナガシジミ,Antigius enthea
- ダイセンシジミ,Wagimo signata
- ウラクロシジミ,Iratsume orsedice orsedice,日本産亜種
- ミドリシジミ,Neozephyrus taxila taxila,アムール産亜種

Neozephyrus taxila japonicus,本州・四国・九州産亜種
- キリシマミドリシジミ,Chrysozephyrus ataxus kirisimaensis,日本産亜種

Chrysozephyrus ataxus yakushimaensis,屋久島産亜種
- ヒサマツミドリシジミ,Chrysozephyrus hisamatsusanus
- メスアカミドリシジミ,Chrysozephyrus smaragdinus
- アイノミドリシジミ,Chrysozephyrus brillantinus
- フジミドリシジミ,Quercusia fujisana fujisana,北海道・本州・四国産亜種

Quercusia fujisana latimarginata,九州産亜種
- ウラジロミドリシジミ,Favonius saphirinus
- ハヤシミドリシジミ,Favonius ultramarinus
- ヒロオビミドリシジミ,Favonius cognatus latifasciatus,日本産亜種
- エゾミドリシジミ,Favonius jezoensis
- ジョウザンミドリシジミ,Favonius aurorinus
- オオミドリシジミ,Favonius orientalis
- クロミドリシジミ,Favonius yuasai

#### ベニシジミ亜科 Lycaeninae
- ベニシジミ,Lycaena phlaeas daimio,日本産亜種

#### ヒメシジミ亜科 Polyommatinae
- カクモンシジミ,Syntarucus plinius,【偶産種】
- クロシジミ,Niphanda fusca
- ルリウラナミシジミ,Jamides bochus ishigakianus,八重山産亜種
- シロウラナミシジミ,Jamides alecto dromicus,台湾産亜種,【偶産種】
- マルバネウラナミシジミ（オガサワラウラナミシジミ）,Petrelaea tombugensis,【偶産種】
- アマミウラナミシジミ,Nacaduba kurava septentrionalis,日本産亜種
- ヒメウラナミシジミ,Prosotas nora kamoi,八重山産亜種
- ムラサキオナガウラナミシジミ,Catochrysops strabo luzonensis,フィリピン産亜種,【偶産種】
- ウスアオオナガウラナミシジミ,Catochrysops panormus exiguus,マレー産亜種,【偶産種(定着)】
- シルビアシジミ,Zizina emelina
- ヒメシルビアシジミ,Zizina otis
- ヤマトシジミ,Pseudozizeeria maha argia,日本産亜種

Pseudozizeeria maha okinawae,南西諸島産亜種
- ハマヤマトシジミ,Zizeeria karsandra
- クロホシヒメシジミ,Famegana alsulus ssp.,亜種,【偶産種】
- コウトウシジミ,Danis schaeffera,【偶産種】
- クロツバメシジミ,Tongeia fischeri fischeri
- ムシャクロツバメシジミ,Tongeia filicaudis filicaudis,【外来種（定着）】
- ゴイシツバメシジミ,Shijimia moorei moorei,原名亜種【内希】
- ツバメシジミ,Everes argiades hellotia,日本産亜種
- タイワンツバメシジミ,Everes lacturnus kawaii,日本産亜種

Everes lacturnus rieyi,タイ産亜種
- ホリイコシジミ,Zizula hylax,【偶産種】
- リュキュウウラボシシジミ,Pithecops corvus ryukuensis,日本産亜種
- ツシマウラボシシジミ,Pithecops fulgens tsushimanus,対馬産亜種【内希】
- ウラナミシジミ,Lampides boeticus
- タイワンクロボシシジミ,Megisba malaya sukkima,シッキム産亜種
- オガサワラシジミ,Celastrina ogasawaraensia【内希】
- スギタニルリシジミ,Celastrina sugitanii sugitanii,北海道・本州・四国産亜種

Celastrina sugitanii kyushuensis,九州産亜種
- ルリシジミ,Celastrina argiolus ladonides,日本産亜種
- タッパンルリシジミ,Udara (Udara) dilecta dilecta,ネパール産亜種
- サツマシジミ,Udara (Penudara) albocaerulea albocaerulea,インド産亜種
- ヤクシマルリシジミ,Acytolepis puspa ishigakiana,日本産亜種
- オジロシジミ,Euchrysops cnejus
- ソテツシジミ,Chilades mindora,【偶産種】
- クロマダラソテツシジミ,Luthrodes pandava,【偶産種(定着)】
- カラフトルリシジミ,Vacciina optilete daisetsuzana,日本産亜種
- ヒメシジミ,Plebejus argus micrargus,日本産亜種
- ミヤマシジミ,Lycaeides argyrognomon praeterinsularis
- アサマシジミ,Lycaeides subsolanus iburiensis,北海道産亜種【内希】

Lycaeides subsolanus yaginus,関東・中部産亜種
Lycaeides subsolanus yarigadakeanus,北アルプス産亜種
- ジョウザンシジミ,Scolitantides orion jezoensis,日本産亜種
- オオルリシジミ,Shijimiaeoides divina barine,本州産亜種

Shijimiaeoides divina asonis,九州産亜種
- カバイロシジミ,Glaucopsyche lycormas
- オオゴマシジミ,Maculinea arionides takamukui,日本産亜種
- ゴマシジミ,Maculinea teleius ogumae,北海道・東北産亜種

Maculinea teleius kazamoto,本州・九州産亜種【内希】
Maculinea teleius hakusanensis,白山産亜種

### タテハチョウ科 Nymphalidae

#### テングチョウ亜科 Libytheinae
- テングチョウ,Libythea (Libythea) celtis celtoides,日本産亜種

Libythea (Libythea) celtis amamiana,奄美・沖縄産亜種
Libythea (Libythea) celtis yayeyamana,八重山産亜種
- ムラサキテングチョウ,Libythea (Libythea) geoffroy philippina,フィリピン産亜種,【偶産種】
- アジアテングチョウ,Libythea (Libythea) narina,フィリピン産亜種,【偶産種】

#### マダラチョウ亜科 Danainae
- オオカバマダラ,Danaus plexippus,【偶産種】
- カバマダラ,Anosia chrysippus
- スジグロカバマダラ,Salatura genutia
- スジグロシロマダラ,Salatura melanippus edmondii,フィリピン産亜種,【偶産種】
- コモンマダラ,Tirumala septentrionis,【偶産種】
- ミナミコモンマダラ,Tirumala hamata orientalis,フィリピン産亜種,【偶産種】
- ウスコモンマダラ,Tirumala limniace sspp.,亜種,【偶産種】
- ニセミナミコモンマダラ,Tirumala ishmoides,フィリピン産亜種,【偶産種】
- タイワンアサギマダラ,Parantica melaneus swinhoei,台湾産亜種,【偶産種】
- ルソンアサギマダラ,Parantica luzonensis,【偶産種】
- アサギマダラ,Parantica sita niphonica,日本産亜種
- ヒメアサギマダラ,Parantica aglea,【偶産種(定着)】
- ガラスマダラ,（シロアサギマダラ）Parantica vitrina,【偶産種】
- リュウキュウアサギマダラ,Ideopsis (Radena) similis
- ユベンタヒメマダラ,（トガリアサギマダラ）Ideopsis juventa,フィリピン産亜種,【偶産種】
- オオゴマダラ,Idea (Idea) leuconoe riukiuensis,日本産亜種
- シロオビマダラ,Euploea camaralzeman cratis,フィリピン産亜種,【偶産種】
- ガランピマダラ,Euploea core godarti,インドシナ産亜種,【偶産種】
- クロイワマダラ,Euploea swainson swainson,フィリピン産亜種,【偶産種】
- ルリマダラ,Euploea sylvester laetifica,フィリピン産亜種,【偶産種】
- ツマムラサキマダラ,Euploea mulciber barsine,台湾産亜種,【偶産種(定着)】
- マサキルリマダラ,Euploea tullolus sspp.,亜種,【偶産種】
- クルギーマダラ,Euploea klugii erichsonii,インドシナ産亜種,【偶産種】
- マルバネルリマダラ,Euploea eunice sspp.,亜種,【偶産種】
- シロモンルリマダラ,Euploea diocletianus ssp.,亜種,【偶産種】

#### フタオチョウ亜科 Caraxinae
- フタオチョウ,Polyura eudamippus weismanni,日本産亜種
- ヒメフタオチョウ,Polyura narcaeus,【外来種】

#### イシガケチョウ亜科 Marpesiinae
- イシガケチョウ,Cyrestis thyodamas kumamotensis,日本産亜種

Cyrestis thyodamas mabella,南西諸島産亜種

#### コムラサキ亜科 Apaturinae
- アカボシゴマダラ,Hestina assimilis shirakii,日本産亜種

Hestina assimilis assimilis,大陸産亜種,【外来種（定着）】
- ゴマダラチョウ,Hestina japonica
- オオムラサキ,Sasakia charonda charonda,日本産亜種
- コムラサキ,Apatura metis substituta,日本産亜種
- ヒョウマダラ,Timelaea maculata ssp.,亜種,【偶産種】

#### カバタテハ亜科 Byblinae
- カバタテハ,Ariadne ariadne pallidior,台湾産亜種,【偶産種】

#### ヒョウモンチョウ亜科 Argynninae
- タイワンキマダラ,Cupha erymanthis erymanthis,中国産亜種
- ウラベニヒョウモン,Phalanta phalanta,【偶産種】
- ヒメウラベニヒョウモン（フチグロヒョウモン）,Phalanta alcippe,【偶産種】
- ウスイロネッタイヒョウモン,Cirrochroa tyche,【偶産種】
- アサヒヒョウモン,Clossiana freija asahidakeana,日本産亜種
- カラフトヒョウモン,Clossiana iphigenia sachalinensis,日本産亜種
- ホソバヒョウモン,Clossiana thore jezoensis,日本産亜種
- ヒョウモンチョウ,Brenthis daphne iwatensis,北海道・東北産亜種

Brenthis daphne rabdia,関東・中部産亜種
- コヒョウモン,Brenthis ino mashuensis,北海道産亜種

Brenthis ino tigroides,本州産亜種
- ツマグロヒョウモン,Argyreus hyperbius hyperbius,中国産亜種
- ウラギンスジヒョウモン,Argyronome laodice japonica,日本産亜種
- オオウラギンスジヒョウモン,Argyronome ruslana lysippe,日本産亜種
- クモガタヒョウモン,Nephargynnis anadyomene midas,日本産亜種
- メスグロヒョウモン,Damora sagana ilona,日本産亜種
- ミドリヒョウモン,Argynnis paphia tsushimana,日本産亜種
- ギンボシヒョウモン,Speyeria (Mesoacidalia) aglaja basalis,北海道産亜種

Speyeria (Mesoacidalia) aglaja fortuna,本州産亜種
- サトウラギンヒョウモン,Argynnis (Fabriciana) pallescens pallescens ,日本産亜種
- ヤマウラギンヒョウモン,Argynnis (Fabriciana) nagiae
- ヒメウラギンヒョウモン,Argynnis (Fabriciana) kunikanei
- ニセウラギンヒョウモン,Argynnis (Fabriciana) niobe
- オオウラギンヒョウモン,Argynnis (Fabriciana) nerippe
- オオヤマミドリヒョウモン,Childrena childreni,

#### スミナガシ亜科 Pseudoergolinae
- スミナガシ,Dichorragia nesimachus nesiotes,日本産亜種

Dichorragia nesimachus ishigakianus,南西諸島産亜種

#### イチモンジチョウ亜科 Limenitinae
- オオミスジ,Neptis alwina kaempferi,日本産亜種
- ホシミスジ,Neptis pryeri
- コミスジ,Neptis sappho intermedia,中国産亜種
- リュウキュウミスジ,Neptis hylas luculenta,日本産亜種
- ミスジチョウ,Neptis philyra excellens,日本産亜種
- フタスジチョウ,Neptis rivularis bergmanni,千島産亜種

Neptis rivularis insularum,本州産亜種
Neptis rivularis tadamiensis,奥只見産亜種
- シロミスジ,Athyma perius perius,中国産亜種
- ヤエヤマイチモンジ,Athyma selenophora ishiana,日本産亜種
- オオイチモンジ,Limenitis (Limenitis) populi jezoensis,日本産亜種
- アサマイチモンジ,Limenitis (Ladoga) glorifica
- イチモンジチョウ,Limenitis (Ladoga) camilla japonica,日本亜産亜種
- トラフタテハ,Parthenos sylvia philippensis,フィリピン産亜種,【偶産種】

#### ヒョウモンモドキ亜科 Melitaeinae
- コヒョウモンモドキ,Mellicta ambigua niphona,日本産亜種【内希】
- ウスイロヒョウモンモドキ,Melitaea protomedia regama,日本産亜種【内希】
- ヒョウモンモドキ,Melitaea scotosia【内希】

#### ヒオドシチョウ亜科 Nymphalinae
- アカマダラ,Araschnia levana obscura,日本産亜種
- サカハチチョウ,Araschnia burejana strigosa,日本産亜種
- アカタテハ,Vanessa indica
- ヒメアカタテハ,Cynthia cardui
- クジャクチョウ,Inachis io geisha,日本産亜種
- コヒオドシ,Aglais urticae connexa,北海道産亜種

Aglais urticae esakii,本州産亜種
- ヤンキーコヒオドシ,Aglais milberti,【偶産種】
- キタテハ,Polygonia c-aureum
- シータテハ,Polygonia c-album hamigera,日本産亜種
- ルリタテハ,Kaniska canace no-japonicum,日本産亜種

Kaniska canace shima,南西諸島産亜種
- エルタテハ,Nymphalis vau-album vau-album,大陸産亜種

Nymphalis vau-album samurai,本州産亜種
- ヒオドシチョウ,Nymphalis xanthomelas japonoca,日本産亜種
- キベリタテハ,Nymphalis antiopa asopos,日本産亜種
- コノハチョウ,Kallima inachus eucera,日本産亜種
- キオビコノハ,Yoma sabina vasuki,インド産亜種,【偶産種】
- メスアカムラサキ,Hypolimnas misippus,【偶産種】
- リュウキュウムラサキ,Hypolimnas bolina sspp.,亜種,【偶産種】
- ヤエヤマムラサキ,Hypolimnas antilope truentus,日本産亜種,【偶産種】
- イワサキコノハ,Doleschallia bisaltide philippensis,フィリピン産亜種,【偶産種】
- イワサキタテハモドキ,Junonia hedonia ssp.,亜種,【偶産種】
- アオタテハモドキ,Junonia orithya orithya,中国産亜種
- タテハモドキ,Junonia almana almana,中国産亜種
- ジャノメタテハモドキ,Junonia lemonias lemonias,中国産亜種,【偶産種】
- ウラムラサキタテハモドキ,Junonia atlites,【偶産種】
- ルリボシタテハモドキ,Junonia lintingensis,【偶産種】
- キミスジ,（リラエアキミスジ）Symbrenthia lilaea,【偶産種】

#### ジャノメチョウ亜科 Satyrinae
- クロコノマチョウ,Melanitis phedima oitensis,日本産亜種
- ウスイロコノマチョウ,Melanitis leda
- オビコノマチョウ,Melanitis biosduvalia.,【偶産種】
- ヒメヒカゲ,Coenonympha oedippus annulifer,日本産亜種
- シロオビヒメヒカゲ,Coenonympha hero latifasciata,道東産亜種

Coenonympha hero neoperseis,札幌産亜種
- ジャノメチョウ,Minois dryas bipunctatus,日本産亜種
- ダイセツタカネヒカゲ,Oeneis melissa daisetsuzana,日本産亜種
- タカネヒカゲ,Oeneis norna asamana,北アルプス産亜種

Oeneis norna sugitanii,八ヶ岳産亜種【内希】
- クモマベニヒカゲ,Erebia ligea rishizana,北海道産亜種

Erebia ligea takanonis,本州産亜種
- ベニヒカゲ,Erebia niphonica scoparia,北海道産亜種

Erebia niphonica yakeishidakeana,焼石岳産亜種
Erebia niphonica niphonica,本州産亜種
- ルリモンジャノメ,Erymnias hypermnestra,【偶産種】
- シロジャノメ,Melanargia epimeda,【偶産種】
- ヒメウラナミジャノメ,Ypthima argus
- ウラナミジャノメ,Ypthima motschulskii niphonica,日本産亜種

Ypthima motschulskii motschulskii,中国産亜種
- マサキウラナミジャノメ,Ypthima masakii
- リュウキュウウラナミジャノメ,Ypthima yayeyamana
- ヒメジャノメ,Mycalesis gotama fulginia,日本産亜種
- リュウキュウヒメジャノメ,Mycalesis madjicosa amamiana,奄美・沖縄産亜種

Mycalesis madjicosa madjicosa,八重山産亜種
- コジャノメ,Mycalesis francisca perdiccas,日本産亜種
- ヒメヒトツメジャノメ,Mycalesis perseus ,【偶産種】
- ヤマキマダラヒカゲ,Neope niphonica
- サトキマダラヒカゲ,Neope goschkevitscchii
- ヒメキマダラヒカゲ,Harima callipteris
- キマダラモドキ,Kirinia epaminodas
- シロオビヒカゲ,Lethe europa pavida,台湾産亜種
- クロヒカゲモドキ,Lethe marginalis
- クロヒカゲ,Lethe diana diana,日本産亜種

Lethe diana mikuraensis,伊豆諸島産亜種
- ナミヒカゲ,Lethe sicelis
- オオヒカゲ,Ninguta schrenckii
- ウラジャノメ,Lopinga achine jezoensis,北海道産亜種

Lopinga achine achinoides,本州産亜種
- ツマジロウラジャノメ,Lasiommata deidamia deidamia,イルクーツク産亜種

Lasiommata deidamia interrupta,本州・四国産亜種

#### モルフォチョウ亜科 Morphinae
- ソンダイカコノハワモン,Discophora sondaica,【偶産種】
- ネココノハワモン,Discophora necho,【偶産種】

## 概説
日本にはアゲハチョウ科、シロチョウ科、セセリチョウ科、シジミチョウ科、タテハチョウ科の5科が生息し、中南米固有のシャクガモドキ科、中南米を中心に熱帯地方に分布するシジミタテハ科は分布しない。なお現在はタテハチョウ科に含まれるマダラチョウ亜科、ジャノメチョウ亜科、テングチョウ亜科は、以前は独立の科とされていたこともあった。またシャクガモドキ科とセセリチョウ科は、それぞれ1科で独立した上科とされ、残りを含むアゲハチョウ上科の3上科とされることもあるが、ごく最近のより多くの遺伝子による分子系統解析研究ではシャクガモドキ科、セセリチョウ科もアゲハチョウ上科にふくまれるとする説が出されている。
- 固有種

日本の固有種は、ギフチョウ、オキナワカラスアゲハ、ヤマトスジグロシロチョウ、リュウキュウウラナミジャノメ、ヤエヤマウラナミジャノメ、マサキウラナミジャノメ、リュウキュウヒメジャノメ、ヒカゲチョウ、サトキマダラヒカゲ、ヒメウラギンヒョウモン、アサマイチモンジ、ウラキンシジミ、フジミドリシジミ、エゾミドリシジミ、ミヤマカラスシジミ、オガサワラシジミ、オガサワラセセリ、アサヒナキマダラセセリの18種とされる。また、ヒサマツミドリシジミ、キリシマミドリシジミ、フタオチョウが、それぞれ国外の個体群とは独立した別種であるとする見解もある。これを認めると21種となる。分布の内訳は、南西諸島の固有種が6（または7）種、小笠原に2種と、ほぼ半数が島に棲む蝶である。
- 分布境界　三宅線と渡瀬線

日本の蝶の研究は専門家だけでなく全国各地の多くの愛好家の活躍によって進められ、各地のチョウ相や、幼虫の食草といった基本的な生態は1960年代から70年代には概ね明らかにされた。木元(1979)は白水(1965)による都道府県および主な離島の計70地域の分布表を用いて区系生物地理学的観点から類似度を比較した。その結果、日本のチョウ相には概ね４つの地域性（1.北海道、2.東北地方～中部地方、3.西日本（関東地方から四国、九州、屋久島まで）、4.トカラ以南の南西諸島型）が認められるとした。そして、九州と屋久島との間（三宅線として知られる分布境界線に相当）で若干の相違があるものの九州も屋久島もともに西日本型に含まれ、さらに大きな違いが屋久島と、トカラ列島以南の間にあるとした。一方、福田(2020)は、南西諸島の蝶相は奄美大島より北と奄美大島以南とで大きく異なるとした。屋久島と奄美大島の間に位置するトカラ列島の蝶相は、金井·守山(2018)にまとめられているが、それを踏まえて福田(2020)は、蝶の分布境界線として1920年代に提唱された、九州と屋久島の間に想定されている三宅線についても検討をしている。そして木元(1979)と同様、福田(2020)も、三宅線の北と南で蝶相に変化が認められるものの、それよりも屋久島以北と奄美大島以南とで大きく異なると結論している。なお旧北区と東洋区の分布境界線とされる渡瀬線については、海底地形をも考慮して厳密にトカラ列島の悪石島と小宝島との間とされることが多いが、より漠然と屋久島と奄美大島の間の七島灘とされることもあり、木元(1979)、福田(2020)の結論は後者の意味での渡瀬線がチョウにおいても分布境界線となっていることを示している。
- 環境による類別

生息環境による類別としては、とくに高山帯に棲むものが高山蝶と呼ばれる。高山蝶とは学問的に定義された用語ではなく、愛好家の間で生まれ広まった言葉で、一般に北海道の高山帯に生息する5種（アサヒヒョウモン、ウスバキチョウ、ダイセツタカネヒカゲ、クモマベニヒカゲ、カラフトルリシジミ）、本州では中部山岳地帯の高山帯に棲む9種（タカネヒカゲ、タカネキマダラセセリ、ミヤマモンキチョウ、ミヤマシロチョウ、クモマツマキチョウ、クモマベニヒカゲ、ベニヒカゲ、コヒオドシ、オオイチモンジ）とされる。高山蝶の由来として、氷期には今より低い地域にも広く生息していたが、間氷期の訪れとともに寒冷な高山に遺存したものとされ、富士山に高山蝶が生息しない理由もこれにより説明される。これら高山蝶の多くはユーラシア大陸北部や北アメリカの冷温帯から亜寒帯では平地に生息し、北極を取り巻くように広く分布（周極分布）するものもいる。
その他の、特定の環境に伴うチョウ相として、草原のチョウや雑木林のチョウ（いわゆる里地里山のチョウ）が注目されている。どちらも自然に対する人間の働きかけにより維持されてきた環境であり、それがこの数十〜100年で激減し、その影響でその環境に依存してきたチョウたちも激減していることが理由である。
日本の温暖多雨な気候では、草原、草地は遷移が進めば森林に変わってしまうが、人が放牧や草刈り、火入れなど、手を入れて遷移を止めることで維持されてきた。そのような環境を好むチョウとして、オオルリシジミ、ヒメシジミ、ミヤマシジミ、アサマシジミ、ゴマシジミ、オオゴマシジミ、クロシジミ、チャマダラセセリ、ホシチャバネセセリ、ギンイチモンジセセリ、スジグロチャバネセセリ、ツマグロキチョウ、ヒメシロチョウ、オオウラギンヒョウモン、ギンボシヒョウモン、ジャノメチョウ、ヒメヒカゲ、ヒョウモンチョウ、ヒョウモンモドキ、コヒョウモンモドキ、ウスイロヒョウモンモドキなどがいる。雑木林は、シイやカシの常緑広葉樹林が潜在植生とされる関東地方以西では、コナラ、クヌギのような落葉広葉樹からなる薪炭林として定期的に伐採や下草刈りされて維持されてきた。日本の国蝶として人気の高いオオムラサキをはじめ、ゴマダラチョウ、スミナガシ、ルリタテハ、ヒオドシチョウ、ヒカゲチョウ、クロヒカゲ、サトキマダラヒカゲ、イチモンジチョウ、アサマイチモンジ、ミスジチョウ、コミスジ、ゴイシシジミ、クロシジミ、メスグロヒョウモン、ミドリヒョウモン、トラフシジミ、アカシジミ、ウラナミアカシジミ、ミズイロオナガシジミ、オオミドリシジミ、ギフチョウ、コツバメ、ミヤマセセリ、オオチャバネセセリ、チャバネセセリ、コチャバネセセリなどが生息する。しかし第二次世界大戦後、高度経済成長期の生活や産業構造の変化、それに続く都市化や人口の高齢化により、草地や雑木林の、蝶の生息環境としての劣化、分断、消失が進み、そこに生息していた多くの種が数を減らし、生存を脅かされている。
人口の大半が居住する都会や住宅地におけるチョウ相は、都会の公園や住宅街のわずかな植栽植物群や小規模な雑草群集でも生息できる種、頻繁な草刈りなどの撹乱に強い、あるいは飛翔力があるため都心部にも飛来する種など、種類が限られる。主な種類としては、ヤマトシジミ、イチモンジセセリ、モンシロチョウ、キタキチョウ、ツバメシジミ、ベニシジミ、ウラナミシジミ、モンキチョウ、アオスジアゲハ、ヒメアカタテハ、アゲハチョウといったものがある。たとえある程度のまとまった樹林地であっても、定期的かつ頻繁に草刈りされるような管理がなされるような場所では、一化性の種や、ササ食性や森林性のものが生息できず、種の多様性は低くなる。
- 渡り

アサギマダラは、日本全国本州の高原地帯から亜熱帯の南の島の海辺まで広く分布するが、1980年代から全国の愛好家の努力と協力により、毎年春には南から北へ秋には北から南へ季節的な移動をすることが明らかにされた。はっきりした証明はされていないが、イチモンジセセリなどでも季節的な移動を示唆する観察例がある。南西諸島では夏にはほとんど見かけないムラサキツバメの成虫が、小さな集団で冬を越していることが知られ、北から越冬のために渡ってくるのではないかと推測されている。遇産種の中にもリュウキュウムラサキやヤエヤマムラサキのように、毎年多くの個体が目撃される種類がある。
- 分布の北上、偶産種の定着

在来種のタテハモドキやツマグロヒョウモン、ナガサキアゲハ、モンキアゲハ、イシガケチョウ、アオタテハモドキなどが国内での分布を北へ広げていると言われている。ツマムラサキマダラ、ヒメアサギマダラ、クロテンシロチョウ、ベニモンアゲハ、クロボシシジミ、クロマダラソテツシジミ、ウスキシロチョウ、ウスアオオナガウラナミシジミは北限が台湾以南だったものが、北へ分布を拡大した結果、日本のチョウ相に加わったものである。現在は偶産種とされるカバタテハ、ルリマダラ、シロウラナミシジミ、ヤエヤマムラサキなど毎年にように発生しているものの中から今後、日本国内に定着するものが出てくることが予想される。中には、実は人間が介在したことで定着できたと推測されるケースがある。クロマダラソテツシジミの場合は、自発的に分布が広がっただけでなく、中国でソテツの植栽が増加したことで個体数が増え、南西諸島へも多く飛来するようになったとの推測がある。同様なことは、ウスキシロチョウの定着の原因として、食樹のナンバンサイカチの栽培が沖縄や奄美で流行り食樹が増えたためという推測がある。近年奄美や沖縄での記録が増えているシロウラナミシジミは幼虫がショウガ科やカンナの蕾を摂食するが、花期の長いショウガ科の外来種ハナシュクシャに大きく依存している。しかし耐寒性がないためハナシュクシャはあっても冬は寒くて蕾がつかない奄美大島では、蕾のある秋までしか生存できないと言われる。
- 保護

天然記念物は指定されても採集が禁止されるだけで、保護にほとんど寄与しないのに対して、国内希少野生動植物種に指定されると必要に応じて保護増殖事業計画が策定され、個体の繁殖の促進、生息地等の整備等の保護活動が行えるようになる。チョウに関しては2024年現在13種が指定されており、そのうち5種、オガサワラシジミ、ツシマウラボシシジミ、ゴイシツバメシジミ、ウスイロヒョウモンモドキ、タカネヒカゲ八ヶ岳亜種に対して保護増殖事業が策定されている。このうちオガサワラシジミは、生息地では2018年以降、目撃記録が途絶えており、保護増殖事業に先行して2005年より試みられていた域外保全も2020年に失敗に終わり、非常に危機的な状況にある。
オオムラサキについては環境省のレッドリストで絶滅危惧種にはなっていないので国内希少野生動植物種に指定はされていないが、各地でNGOや地方自治体によって保護活動が行われている。